# Louis-Hector de Callière
Pour les articles homonymes, voir Callière et Callière.
Louis-Hector de Callière ou Callières, né le 12 novembre 1648 à Torigni-sur-Vire (Normandie, France) et mort le 26 mai 1703 à Québec (Nouvelle-France), est un militaire décoré de l'ordre de Saint-Louis. Il est gouverneur de Montréal de 1684 à 1699 et gouverneur de Nouvelle-France de 1698 à 1703.
Fils de Madeleine Potier de Courcy et de Jacques de Callières, maréchal de camp et gouverneur de la ville de Cherbourg, tous deux sont issus de la noblesse.
En 1664, il entame une brillante carrière militaire et participe à plusieurs campagnes sur le sol européen durant le règne de Louis XIV. Rapidement remarqué par ses pairs pour ses exploits, il est promu capitaine de régiment.
À partir de 1684, il succède à François-Marie Perrot au poste de gouverneur de Montréal et s'embarque pour le Nouveau-Monde. L'année suivante, il s'illustre dans la campagne militaire que les Français et leurs alliés amérindiens mènent contre les Tsonnontouans de la Ligue des Cinq nations iroquoises alliés aux Anglais. À partir de 1689, durant la guerre de la Ligue d'Augsbourg opposant la France et l'Angleterre, il fait fortifier la ville de Montréal et construire des palissades autour de chaque seigneurie de la région.
Le 29 novembre 1698, à la mort de Louis de Buade de Frontenac, il accède au poste de gouverneur général de la Nouvelle-France (par intérim de 1698 à 1699). Il exerce cette haute fonction politique et militaire jusqu'à sa mort, survenue à Québec, le 26 mai 1703.
Louis-Hector de Callière est surtout connu l'un des principaux artisans et le signataire pour la France de la Grande Paix de Montréal de 1701. Ce traité garantit la neutralité des nations signataires et marque un tournant majeur dans les relations entre Français et Amérindiens. Une fois les relations apaisées avec les Iroquois, il concentre ses efforts militaires sur les colonies anglaises du sud.

## Biographie

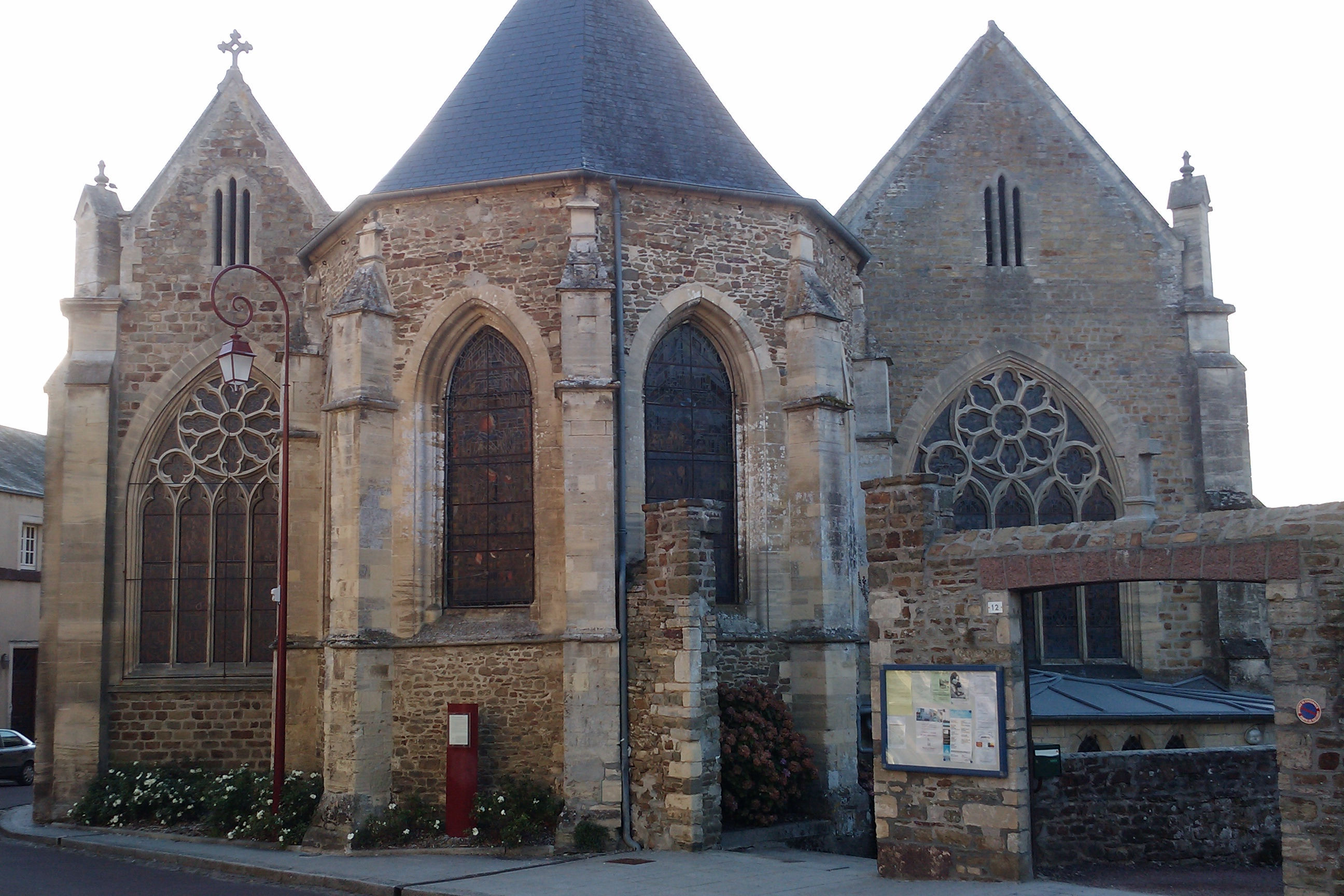
L'église Saint-Laurent de Torigni-sur-Vire où a été baptisé Hector de Callière le 12 novembre 1648.

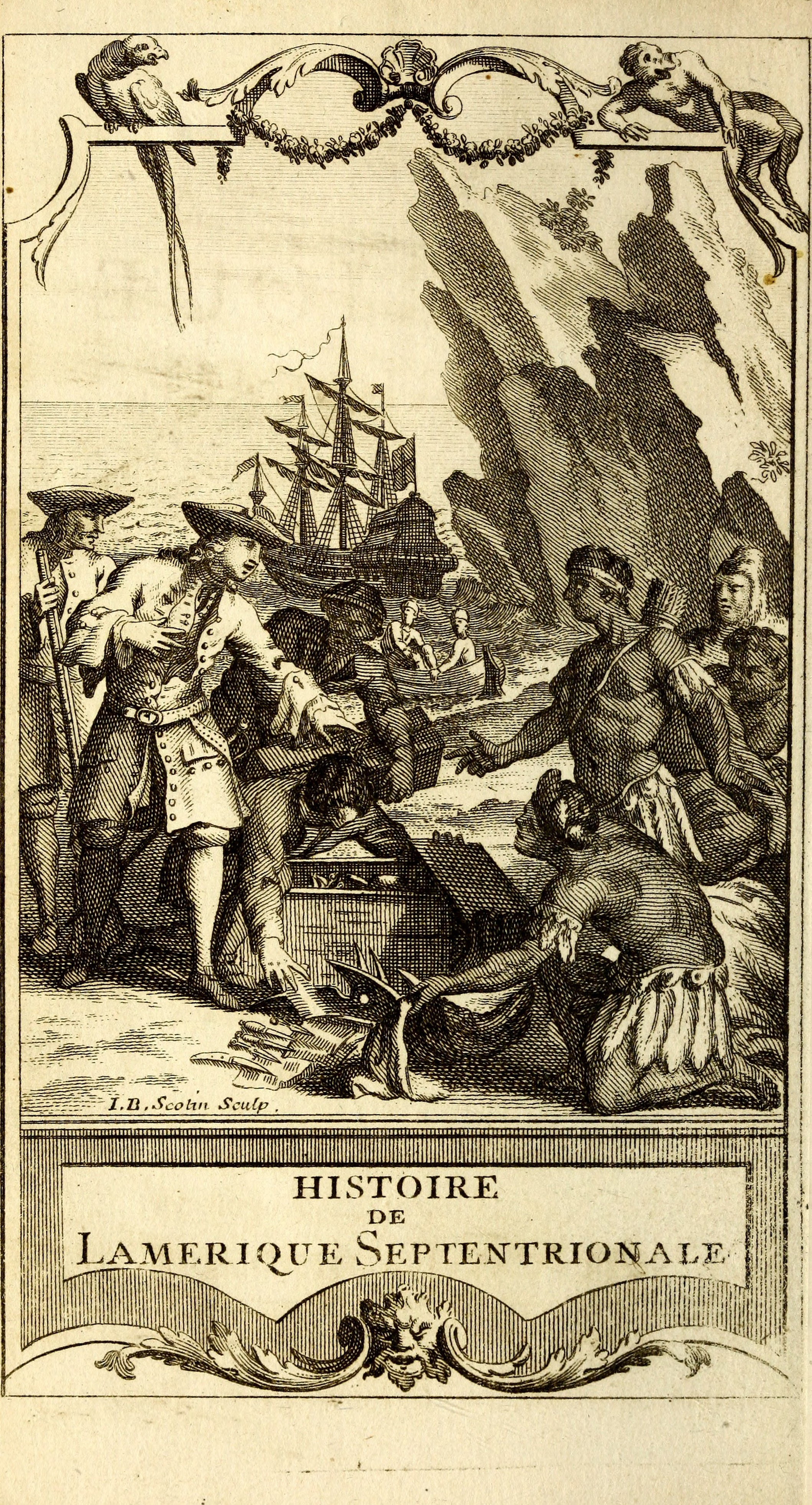
Image allégorique de 1722 mettant en scène des échanges pacifiques entre Français et Amérindiens, œuvre à laquelle s'est consacrée Hector de Callière lorsqu'il est devenu gouverneur de la Nouvelle-France.

### Enfance et formation
Louis-Hector de Callière est né le 12 novembre 1648 à Thorigny-sur-Vire en Normandie, au château des Goyon de Matignon, aux environs de Saint-Lô, au sein d'une famille cultivée. Il est baptisé le même jour en l'église Saint-Laurent. Son père, Jacques de Callières, est maréchal de camp et gouverneur de Cherbourg, une ville située sur la côte normande. Sa mère, Madeleine Pothier, est la fille du seigneur de Courcy, se trouvant près de Coutances.
La noblesse de la famille Callières de Normandie est contestée par certains généalogistes qui n'en trouvent pas trace dans les registres. Pourtant, elle est décrite comme issue des Callières originaires de l'Angoumois, où sont reconnus en 1490 les titres de noblesse de Jehan de Callières. Celui-ci devient par son mariage en 1492 avec Perrette Du Fort, seigneur de Clérac, domaine du Saintonge où s'établit la famille et qui échoit plus tard au frère aîné de Jacques, Alain.
Au moment de la naissance de Callières, Montréal est un petit établissement missionnaire alors confiné presque exclusivement à la pointe où Paul Chomedey de Maisonneuve a construit en 1642, à l'aide d'une cinquantaine de personnes, le Fort Ville-Marie, c'est-à-dire le premier établissement montréalais.
Il grandit dans un environnement cultivé, son père écrivant plusieurs ouvrages et participant à la fondation de l'Académie de Caen. Son frère aîné, François, deviendra académicien et secrétaire général du Roi.

### La carrière militaire en Europe
Entré dans l’armée vers 1664, le chevalier de Callières est d’abord capitaine des vaisseaux du roi et participe aux dernières campagnes de Colbert. Ses affectations durant les vingt années au sein des armées du Roi sont méconnues. Il a été, selon ses écrits, inspecteur des troupes et a commandé plusieurs places. Il aurait été également capitaine du régiment de Piémont, voire à sa tête, quand il est nommé gouverneur de Montréal, le 10 avril 1684, en remplacement de François-Marie Perrot.

### Gouverneur de Montréal
Parti de La Rochelle, il arrive à Québec après un mois de traversée et gagne Montréal à l'automne en remontant en barque le Saint-Laurent. Il trouve une ville d'un millier d'habitants, sale, où la contrebande sévit, et menacée par les attaques des Iroquois.
Le gouverneur de la Nouvelle-France Jacques-René de Brisay (Denonville) lui adjoint les rives nord et sud du Saint-Laurent, jusqu’au lac Saint-Pierre et sollicite la nomination de Callière comme son second, ce que le ministre de la Marine accepte en 1687.
La même année, il mène l'arrière-garde, formée de volontaires, voyageurs et d'Amérindiens, lors d'une attaque dirigée par Denonville vers le fort Frontenac où sont capturés 50 Tsonnontouans. Alerté par ses éclaireurs, il informe Denonville de la présence à quelques lieues au sud du lac Ontario de 600 Iroquois auxquels ils livrent bataille et qui se retirent rapidement. Les vainqueurs, conservant ainsi le contrôle du commerce des fourrures par la France sur ce territoire, incendient champs et villages lors de leur repli.
Face aux menaces des Cinq-Nations, attisées par cette attaque, et des Anglais, Callière, qui écrit dès octobre 1685 que « pour pourvoir à la sûreté de tout le pays, il faut commencer par établir celle de cette île qui garde les avenues du fleuve Saint-Laurent », protège Montréal par une palissade rectangulaire de 2,8 km en pieux de cèdre de 5 m de long par 35 cm de diamètre. Elle est dotée de cinq portes et défendue par huit fronts et des guérites. Dans chaque seigneurie, des redoutes de pieux de 13 à 14 pieds offrent un refuge à la population. 28 forts sont construits ou renforcés selon Gédéon de Catalogne.
New York, détenu par les Anglais, qui arment les Iroquois, est pour Callière en enjeu stratégique. Après avoir proposé de racheter la ville, quand la France et l'Angleterre sont en paix, il se rend à Versailles en 1688 pour soumettre au roi le projet de conquête de la ville et réclame deux frégates et 2 000 hommes. Louis XIV accepte après quelques modifications du plan et lui promet le poste de gouverneur. Mais l'opération doit finalement être abandonnée du fait du retard des frégates au large de la colonie britannique.
En 1690, il mène un convoi de 6 000 hommes au secours de Québec assiégé par les Anglais et les Iroquois.
Il poursuit l'amélioration de la défense de la région. En 1691, il complète les fortifications par le creusement d'un fossé à leurs pieds. Il contre une attaque anglaise contre Montréal en campant à La Prairie avec 800 hommes. En 1693, il planifie l'attaque de villages iroquois près d'Albany, et il fortifie le moulin du coteau Saint-Louis, et envisage la mise en œuvre d'un système d'écluses permettant d'inonder les terres en cas d'invasions iroquoises.
En 1694, un an après sa création, il reçoit la croix de chevalier de l'Ordre royal et militaire de Saint-Louis, dont il est le premier membre de Nouvelle-France, grâce probablement aux louages du gouverneur général Frontenac, décoré en 1697, et à l'influence de son frère auprès du Roi.
Avec Frontenac et Champigny, il conteste la décision prise à Versailles en 1696 d'abandonner la traite des fourrures dans l'Ouest. À la fin juillet, afin d'éviter une alliance entre Iroquois et Outaouais, il mène avec Frontenac, gouverneur de la Nouvelle-France, et Ramezay, gouverneur de Trois-Rivières, une troupe de 2000 soldats de la marine, miliciens et Indiens, qui débarque sur la rive méridionale du lac Ontario et ravage les territoires des Onontagués et des Onneiouts. Fort de cette victoire, et tandis que les Iroquois sont affaiblis par les années de guerre et les maladies, Callière mène plusieurs négociations de paix à partir de 1696.

### Gouverneur général de la Nouvelle-France
À la suite de la mort du gouverneur Frontenac le 28 novembre 1698 à Québec, Louis-Hector de Callière devient gouverneur général de la Nouvelle-France, alors qu'il est gouverneur de Montréal ; il est jusqu'au 14 septembre 1699, gouverneur à titre provisoire. Il est ensuite titularisé, après une lutte d'influences contre Philippe de Rigaud de Vaudreuil auprès du ministre Pontchartrain.
Conscient que seule la paix peut sauver la position française en Amérique, il s'attelle à négocier durablement avec les Nations amérindiennes, tout en posant ses conditions : la libération de tous les prisonniers français et alliés, et la signature de tous les peuples indiens. Après un premier traité réunissant treize signatures, dont les cinq nations iroquoises, Callière organise du 23 juillet au 8 août 1701 une conférence qui réunit 1300 Amérindiens. Les délégations aboutissent à la signature de la Grande paix de Montréal le 4 août 1701, qui met fin à près d'un siècle d'hostilité entre les Iroquois, les Français et leurs alliés en la Nouvelle-France, et acte la neutralité des Iroquois dans les conflits franco-anglais.
Durant ces années, il doit également faire respecter la fin du commerce des peaux de castors décrétée par le Roi et gérer l'implantation de nouveaux établissements à Détroit et en Louisiane. Durant la guerre de Succession d'Espagne, à partir de 1702, il organise la stratégie française, alliant paix de la colonie de New York avec les Iroquois et attaques de la Nouvelle-Angleterre par les Abénaquis.

### La mort
Il est atteint durant la messe du jour de l’Ascension de 1703 en la cathédrale de Québec, d'une hémorragie subite. D'autres sources le disent mort de ses gouttes, ou de la petite vérole. Il meurt le 26 mai, laissant 1200 livres aux Récollets pour la construction de leur couvent, et il est inhumé, à sa demande, le 28 mai 1703 dans la Chapelle des Récollets de Québec. Son secrétaire, son maître d'hôtel et son valet de chambre se partagent la vaisselle d'argent, le reste de ses biens allant à son frère, François.

## Hommages
L'auteur-compositeur-interprète Alexandre Belliard a composé une chanson en hommage à Callière dans le cadre de son projet Légendes d'un peuple (deuxième piste du tome 1, intitulée «Callières - La Grande Paix de Montréal»).

### Montréal

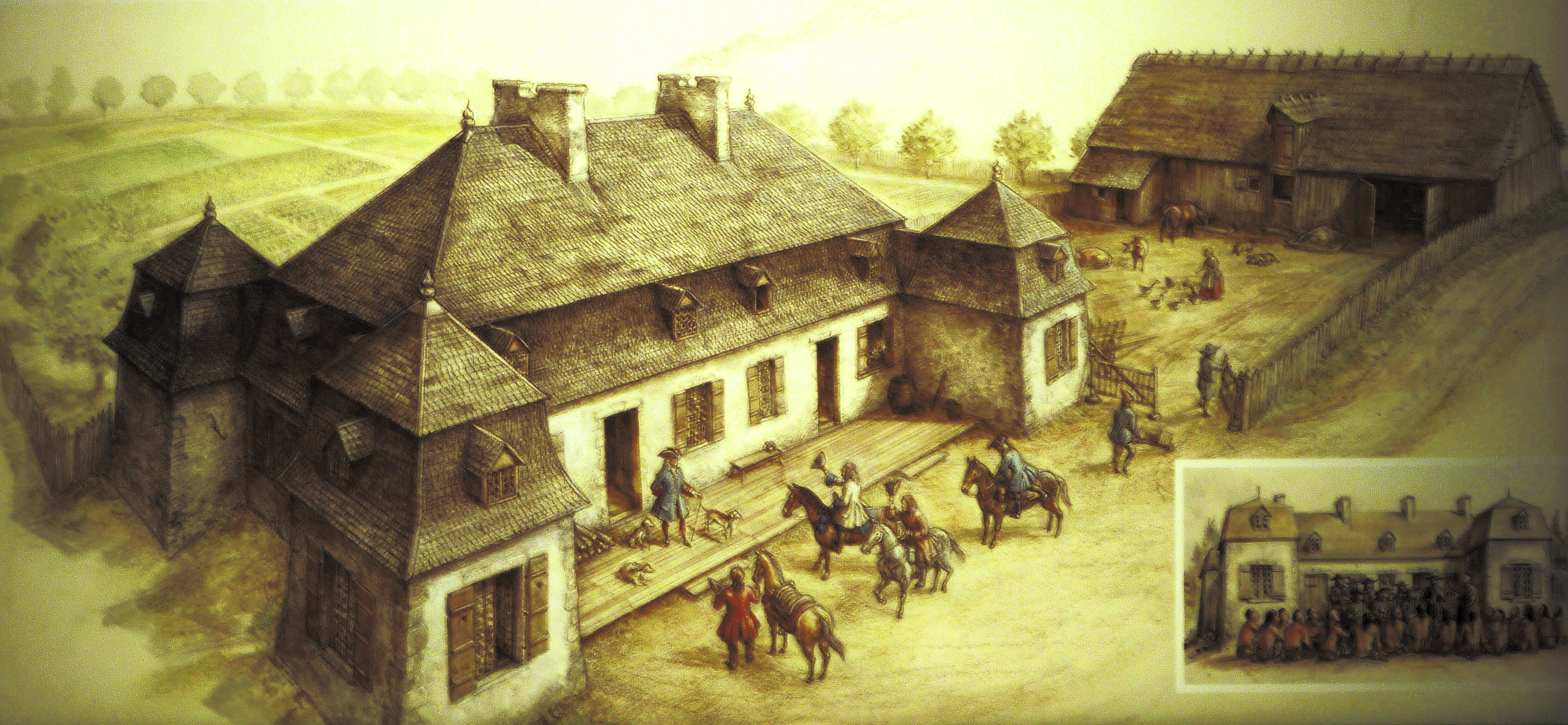
Son château vers 1690

Son nom demeure attaché au site originel de Montréal, appelé Pointe-à-Callière. 
En 1992, dans le contexte des célébrations du 350e anniversaire de Montréal, un nouveau musée d'archéologie et d'histoire y est inauguré, aujourd'hui nommé: Pointe-à-Callière, cité d'archéologie et d'histoire de Montréal.
Le long de l'ancien emplacement de son château, disparu dans les années 1760, court la rue Callière.

### Ville de Québec
La rue de Callières a été nommée en 1917 à Québec et le Parc de Callières a été nommée en 1978, en son honneur, dans l'ancienne ville de Cap-Rouge maintenant fusionnée avec la ville de Québec.